# Oberentzen
Oberentzen (deutsch Oberenzen) ist eine französische Gemeinde mit 711 Einwohnern (1. Januar 2022) im Département Haut-Rhin in der Region Grand Est (bis 2015 Elsass). Sie gehört zum Arrondissement Thann-Guebwiller und zum Kanton Ensisheim.

## Geografie
Die Gemeinde Oberentzen liegt an der Ill, etwa zehn Kilometer nördlich von Ensisheim und 16 Kilometer südlich von Colmar. Im Westen reicht das Gemeindegebiet bis an die Alte Thur, im Norden geht das bebaute Areal nahtlos in das Gebiet der Gemeinde Niederentzen über. Im Osten der Gemeinde liegt ein Teil der im Juli 2010 geschlossenen Luftwaffenbasis „Base aérienne 132 Colmar-Meyenheim“, heute eine Armeekaserne. Die nahe verlaufende Autoroute A 35 mit Anschluss bei Meyenheim verbindet den Ort nach Süden mit Mülhausen und Basel und nach Norden mit Colmar und Straßburg.

## Geschichte
Bis ins 13. Jahrhundert bildeten die Orte Nieder- und Oberenzen noch ein einziges Gemeindegebiet. Auch heute noch bildet die Bebauung des Ortes an der nördlichen Gemeindegrenze mit der von Niederentzen eine Einheit.
Die Kirche Saint-Nicolas von 1744 ersetzte eine frühere Kirche aus dem Jahr 1303. Sie ist mit einer Orgel des Orgelbauers Louis Dubois (* 1731 oder 1726, † 23. Februar 1766) von 1759 mit dem originalen Orgelprospekt ausgestattet.
|  |  |  |

## Bevölkerungsentwicklung
| Jahr      | 1962 | 1968 | 1975 | 1982 | 1990 | 1999 | 2007 | 2018 |
| Einwohner | 408  | 428  | 455  | 509  | 536  | 511  | 525  | 644  |